# Megascops roraimae
Megascops roraimae (Cú mèo chân đồi) là một loài cú trong họ Cú mèo. Nó được tìm thấy trong các khu rừng ở độ cao 200-1,800 mét phía bắc và phía tây Nam Mỹ.
Cú mèo chân đồi có chiều dài từ 20 đến 23 cm với chiều dài cánh từ 15 đến 17 cm và đuôi dài khoảng 8 cm. Khối lượng một cá thể 105 g .